# Captain America: The First Avenger
 Captain America: The First Avenger és una pel·lícula estatunidenca de superherois dirigida per Joe Johnston el 2011 i basada en el còmic Captain America.

## Argument
Crani Vermell, un antic membre del partit nazi, funda Hydra. S'apodera del Cub Còsmic, un artefacte que ofereix al seu posseïdor la possibilitat de materialitzar tot el que pot imaginar. En un altre lloc, Steven Rogers, un estatunidenc molt desitjós de combatre, és desgraciadament rebutjat per l'exèrcit a causa de la seva condició física: és en efecte jutjat massa escanyolit per ser soldat. Tanmateix, un general es fixa en la seva determinació i li proposa participar en una experiència secreta apuntant a injectar-li el sèrum del Supersoldat. Rogers veu doncs les seves facultats físiques augmentar: força, agilitat, velocitat i es converteix en el capità Amèrica.

## Repartiment
- Chris Evans: Steve Rogers/Capità America
- Hayley Atwell: Peggy Carter
- Sebastian Stan: Bucky Barnes
- Dominic Cooper: Howard Stark
- Hugo Weaving: Red Skull, fundador de Hydra
- Toby Jones: Arnim Zola
- Stanley Tucci: Dr. Erskine
- Neal McDonough: Timothy Dugan
- Clark Gregg: Phil Coulson, agent de S.H.I.E.L.D.
- Samuel L. Jackson: Nick Fury, director de S.H.I.E.L.D.
- Anatole Taubman: Roeder
- Richard Armitage: Heinz Kruger
- Derek Luke: Gabe Jones
- Stan Lee: Cameo

## Al voltant de la pel·lícula
- En els còmics, el fundador d'Hydra és el baró Wolfgang Von Strucker, però en aquesta pel·lícula és Crani Vermell.[5]
- Joss Whedon treballa el guió per integrar el millor possible el personatge de capità America a The Avengers, del qual serà el director.
- Evans, que va treballar anteriorment amb Marvel com la Torxa humana a la sèrie de pel·lícules dels Quatre Fantàstics, va dir que va declinar el paper tres vegades abans de signar un acord de sis pel·lícules amb Marvel.[6]